# Lijst van beschermd erfgoed in de Duitstalige Gemeenschap
Deze pagina bevat een overzicht van de lijsten van beschermd erfgoed in de Duitstalige Gemeenschap, gerangschikt per Belgische gemeente. Het beschermd erfgoed maakt deel uit van het cultureel erfgoed in België.
- Lijst van beschermd erfgoed in Amel
- Lijst van beschermd erfgoed in Büllingen
- Lijst van beschermd erfgoed in Burg-Reuland
- Lijst van beschermd erfgoed in Bütgenbach
- Lijst van beschermd erfgoed in Eupen
- Lijst van beschermd erfgoed in Kelmis
- Lijst van beschermd erfgoed in Lontzen
- Lijst van beschermd erfgoed in Raeren
- Lijst van beschermd erfgoed in Sankt Vith

## Bron
- Geschützte Objekte